# Spolek svatá Barbora
Spolek svatá Barbora vznikl v roce 2004 (tehdy jako občanské sdružení) a sídlí v Karviné (do roku 2014 sídlil v Ostravě).
Sdružení se stará zhruba o 100 sirotků, kterým zemřel rodič při pracovním úraze v hornictví.
Jedná se o české, polské a slovenské děti, pro které sdružení pořádá různé sportovní a kulturní akce, přispívá na studium, zájmovou činnost a pořádá společné dovolené. 